# Франтова, Татьяна Владимировна
Татьяна Владимировна Франтова  (род. 9 октября 1944 года) — специалист в области преподавания полифонии, музыковед. Доктор искусствоведения (2005), профессор (2005), член Общества теории музыки (2011).

## Биография
Татьяна Владимировна Франтова  родилась 9 октября 1944 года. В 1963 году окончила Ростовское музыкальное училище по специальности теория музыки (преподаватели Г. М. Барсегян, А. А. Соколова,  Г. Х. Капанаков), в 1968 году — Московскую государственную консерваторию имени П. И. Чайковского по специальности теория музыки (преподаватели — С. С. Григорьев, Т. Ф. Мюллер, Н. С. Качалина, Ю. А. Фортунатов, Л. А. Мазель,  Н. С. Николаева, И. В. Нестьев, Т. Э. Цытович, Г. В. Крауклис, Вл. В. Протопопов, А. И. Кандинский,  Ю. Н. Холопов,  научный руководитель дипломной работы — В. Н. Холопова). В  1981—1983 годах была соискателем на кафедре теории музыки МГК (научный руководитель В. Н. Холопова). В 1987 году защитила кандидатскую диссертацию на тему: «Полифония в русской советской музыке 60-70-х годов».
В 1968—1971 года работала преподавателем в Таганрогском музыкальном училище, одновременно по совместительству работала в Ростовской государственной консерватории имени С. В. Рахманинова. С 1970 года работает на кафедре теории музыки и композиции Ростовской консерватории. С 1986 по 1994 год работала заведеющей кафедрой теории музыки и композиции. Вела дисциплины: полифония, чтение партитур, техники композиции XX века, сольфеджио, гармония, анализ музыкальных произведений.
В 2006 году Татьяна Владимировна Франтова защитила докторскую диссертацию на тему: «Полифония А. Шнитке и новые тенденции в музыке второй половины XX века».
Участвовала в составлении научных сборников: «Рахманинов в художественной культуре его времени» (Ростов-на-Дону, РГПИ, 1994), «Отечественная культура XX века и духовная музыка» (Ростов-на-Дону, 1990); «Моцарт — Прокофьев» (Ростов-на-Дону, РГПИ, 1992); «Музыкальное искусство и религия» (РАМ им. Гнесиных, РГК. М., 1994).
Область научных интересов: музыка XX века, теория и история полифонии, музыка ростовских композиторов, музыка в контексте культуры XX века. Татьяна Владимировна Франтова является автором около 100 научных работ. Под ее начным руководством в консерватории было подготовлено и защищено 5 кандидатских диссертаций (М. Фуксман — 2002, О. Кушнир — 2006, С. Козлыкина — 2007, С. Надлер — 2013, Г. Сычева — 2013). Среди ее учеников музыканты: Козлыкина,  О. Мутовина, Л. Андреева,  Г. Сычева и др.